# عبد الجليل السنكيس
عبد الجليل عبد الله يوسف السنكيس (مواليد 15 يناير 1962 في البحرين) مهندس ومدون وناشط في مجال حقوق الإنسان بحريني. ألقي القبض عليه في عام 2009 وعام 2010 لنشاطاته في مجال حقوق الإنسان وأفرج عنه في وقت لاحق. في عام 2011 ألقي القبض عليه وحكم عليه بالسجن مدى الحياة لدعوته باسقاط نظام الحكم الملكي خلال الاحتجاجات البحرينية.

## الخلفية
عبد الجليل السنكيس مهندس بالتدريب وكان أستاذ مشارك في الهندسة في جامعة البحرين. حتى عام 2005 كان رئيس قسم الهندسة الميكانيكية عندما تم تخفيض رتبته من قبل رئيس الجامعة. قال السنكيس أن وراء هذا القرار هو رئيس الوزراء الأمير خليفة بن سلمان آل خليفة وذلك بسبب نشاطه في مجال حقوق الإنسان.

## الشلل
أصيب السنكيس بالشلل في سن مبكرة ويستخدم كرسي متحرك أو عكازات عادة.

## النشاط
السنكيس عضو مجلس إدارة جمعية الوفاق الوطني الإسلامية عند تأسيسها. استقال في عام 2005 وانضم إلى حركة حق التي شكلت من أجل الحرية والديمقراطية فأصبح رئيس مكتب حقوق الإنسان والناطق الرسمي لها. بدأ السنكيس الكتابة في مدونة بعنوان الفسيلة والتي تحتوي على انتقادات تجاه بلاده بسبب الافتقار للحرية. خلال زيارة قام بها جورج دبليو بوش إلى البحرين في عام 2008 حاول السنكيس تقديم عريضة من 80 ألف توقيع احتجاجا يصف فيها البحرين كدولة غير ديمقراطية والمطالبة في صياغة دستور ديمقراطي. في يناير 2009 ألقي القبض عليه بتهمة المشاركة مؤامرة ارهابية ومقالات مدونته مليئة بالحض على كراهية النظام. تم حجب المدونة من قبل السلطات في فبراير من ذلك العام مما جعل مركز البحرين لحقوق الإنسان يبدأ في حملة تدعو السلطات إلى احترام حرية التعبير وخاصة المدافعين عن حقوق الإنسان. أطلق سراح السنكيس في السنة التالية تحت ضغوط دولية ومحلية وأعطي في نهاية المطاف عفو ملكي.
في يونيو 2009 كتب السنكيس مقال افتتاحي لصحيفة نيويورك تايمز يدعو باراك أوباما بعدم التحدث للعالم الإسلامي عن الديمقراطية إلا إذا كان يقصد حقا لتحقيق ذلك.

## اعتقال 2010
في أغسطس 2010 كان يتحدث في مؤتمر في مجلس اللوردات البريطاني وانتقد التعامل مع البحرين في قضايا حقوق الإنسان. عند هبوط طائرته في مطار البحرين الدولي مع عائلته في 13 أغسطس ألقي القبض عليه. ذكر مسؤول أمني أن السنكيس قد أساء لحرية الرأي والتعبير السائدة في المملكة وقال مسؤولون حكوميون في وقت لاحق أن السنكيس اعتقل بتهمة التحريض على العنف والأعمال الإرهابية. مثل السنكيس المحامي محمد التاجر الذي اعتقل من قبل قوات الأمن في السنة التالية.
كان السنكيس بمعزل عن العالم الخارجي حتى فبراير 2011 وادعى أنه عانى من التعذيب الجسدي والنفسي وكذلك من الحبس الانفرادي على أيدي السلطات. أطلق سراحه لفترة وجيزة قبل أن يتم إعادة القبض عليه في مارس في أعقاب احتجاجات واسعة النطاق لاسقاط النظام الملكي في 2011.

## اعتقال 2011
في يوم 17 مارس أي بعد يومين من إجلاء المتظاهرين من دوار اللؤلؤة اعتقل السنكيس. ذكرت عائلته أنه في منتصف الليل دخل حوالي 50 من رجال الشرطة وبعض الملثمين الذين يرتدون ملابس مدنية ويتحدثون بلكنة سعودية منزلهم. اعتقل ابنه البكر حسين (28 سنة) في الأسبوع التالي وحكمت عليه محكمة عسكرية بالسجن لمدة سبع سنوات في 6 أكتوبر.

### السجن
أخذ السنكيس إلى مركز شرطة لبضع ساعات قبل أن يتم نقله إلى سجن القرين العسكري. وفقا لعائلته وبعد شهر واحد من اعتقاله سمح للسنكيس بإجراء مكالمة هاتفية لمدة 90 ثانية ومكالمة أخرى في الشهر التالي. اللجنة البحرينية المستقلة لتقصي الحقائق كشفت أن السنكيس فقد أكثر من 10 كيلوجرام ويعاني من مشاكل صحية متعددة. وضع في الحبس الانفرادي لمدة شهرين في زنزانة مظلمة مساحتها 6 متر مربع. السنكيس ذكر أيضا في محاكمته أن نظارته وأدويته أخذت منه لمدة تسعة أسابيع.

### المحاكمة
اقتيد إلى المحاكمة أمام محكمة السلامة الوطنية العسكرية في يونيو 2011 ووجهت إليه تهمة التآمر للإطاحة بالحكومة وصدر عليه حكما بالسجن مدى الحياة. دائرة الاستئناف في محكمة السلامة الوطنية أيدت الحكم يوم 28 سبتمبر.